# 岡花站
岡花站（日语：／ Okabana eki */?）是位於日本高知縣高岡郡日高村本鄉、隸屬於四國旅客鐵道（JR四國）的鐵路車站。車站編號為K10。本站現為無人站，只停靠普通列車。

## 車站結構
本站屬簡易車站設計，不設站舍，為1面1線側式月台，出入口設於月台末端向土佐加茂站方向，為斜台設計，月台出入口旁有一細小而簡陋的侯車亭，另設有附上蓋的候車座位。月台的有效長度為4卡。

### 月台配置
| 月台 | 路線    | 方向 | 目的地             |
| ---- | ------- | ---- | ------------------ |
| 1    | ■土讚線 | 上行 | 高知、土佐山田方向 |
| 2    | ■土讚線 | 下行 | 須崎、窪川方向     |

## 歷史
- 1960年8月20日：開業。
- 1987年4月1日：日本國鐵分割民營化，車站的營運由JR四國繼承。

## 相鄰車站
四國旅客鐵道（JR四國）
■土讚線
日下（K09）－岡花（K10）－土佐加茂（K11）